# Königswahl von 1125
Aus der Königswahl von 1125 ging der sächsische Herzog Lothar von Süpplingenburg als Sieger hervor und wurde nach Abschluss der Wahlversammlung in Mainz vom 24. August bis zum 1. oder 2. September unter der Leitung des Mainzer Erzbischofs Adalbert I. am 13. September in Aachen zum König gekrönt.

## Zur Überlieferung
Über die Ereignisse während der Wahlversammlung berichtet am ausführlichsten die Narratio de electione Lotharii Saxoniae ducis in regem Romanorum, die von einem unbekannten Augenzeugen verfasst wurde, vermutlich ein Mönch des Klosters Göttweig, wo das Manuskript, in dem die Narratio enthalten ist, aufgefunden wurde. Das Manuskript stammt aus der Mitte des 12. Jahrhunderts, wurde also mindestens 25 Jahre nach den Ereignissen angefertigt. Der Detailgehalt des Berichtes und die Unkenntnis des Autors über die Konflikte zwischen den staufischen Brüdern Friedrich und Konrad einerseits und dem neuen König Lothar andererseits deuten darauf hin, dass die ursprüngliche Narratio noch vor Ende des Jahres 1125 entstanden sein muss und die erhaltene Version eine Abschrift davon ist. Des Weiteren berichten Ordericus Vitalis und Otto von Freising über die Ereignisse während der Wahlversammlung.

## Vorgeschichte
Der frühere Berater des letzten salischen Kaisers Heinrich V., Adalbert, war spätestens im Laufe des Jahres 1112 im Rahmen des Investiturstreits in Opposition zu diesem getreten und hatte mit der sächsischen Fürstenopposition Kontakt aufgenommen. Nach dreijähriger Inhaftierung setzte er seinen Widerstand gegen Heinrich V. fort, bis er sich nach dem Wormser Konkordat von 1122 mit dem Kaiser ausglich, während sich der sächsische Herzog Lothar weiterhin in offenem Konflikt mit den Saliern und Staufern befand.
Heinrich V. war, nachdem er seinen Neffen, den schwäbischen Herzog Friedrich II., zu seinem persönlichen Erben bestimmt, aber die Reichsinsignien seiner Frau Mathilde zur Aufbewahrung auf dem Trifels bis zur Wahlversammlung anvertraut hatte, am 23. Mai 1125 verstorben. Als Kanzler und ranghöchster Fürst stand dem Mainzer Erzbischof Adalbert I. die Vorbereitung und Leitung der Wahlversammlung zu. Bei den Begräbnisfeierlichkeiten, die vermutlich im Juni in Speyer stattfanden, wurde für die Wahlversammlung der 24. August angesetzt. Das Einladungsschreiben, das von dieser Bekanntgabe berichtet, zeigt deutlich die salierfeindliche Tendenz des Erzbischofs, der eine freie Wahl anstrebte, also den erbrechtlichen Ansprüchen des staufischen Herzogs Friedrich keine Geltung zukommen lassen wollte. Otto von Freising und Ordericus Vitalis berichten, dass sich Adalbert im Vorfeld der Wahlversammlung die Reichsinsignien von der Kaiserwitwe Mathilde aneignete.

## Die Kandidaten
Als Wahlart wurde von Adalbert die neuartige, erstmals 1095 bei einer Abtswahl im Kloster Zwiefalten belegte, Electio per compromissum bestimmt, und dementsprechend je 10 Wahlmännern aus den Provinzen Bayern, Schwaben, Franken und Sachsen mit der Einigung auf einen Kandidaten beauftragt. Da sich die 40 Wahlmänner offenbar nicht einigen konnten, wurden mit Friedrich von Schwaben, dem sächsischen Herzog Lothar und Markgraf Leopold von Österreich drei Kandidaten bestimmt. Otto von Freising berichtet von einem vierten, Karl von Flandern, der aber das Angebot ablehnte. Friedrich, der als Neffe, Parteigänger und persönlicher Erbe des letzten Salierkaisers die konkretesten Ansprüche auf den Thron erheben konnte, wurde als Favorit betrachtet. Aber auch der mächtige Herzog Lothar konnte sich als langjähriger Gegner des bei den geistlichen Fürsten unbeliebten Kaisers Hoffnungen machen. Leopold war über seine Frau Agnes von Waiblingen, eine Tochter Heinrichs IV., ebenfalls mit dem Saliergeschlecht verbunden und wurde von den süddeutschen Geistlichen unterstützt.

## Verlauf der Wahlversammlung
Friedrich, der außerhalb der Stadt Mainz lagerte, war zunächst nicht zur Wahlversammlung erschienen. Nach der Bestimmung der drei Kandidaten wandte sich der Wahlleiter nun an Lothar und Leopold, um diese nach ihrer Bereitschaft zu fragen, einen der anderen Kandidaten als König anzuerkennen. Beide bejahten und verkündeten gleichzeitig ihren Verzicht auf die Kandidatur. Damit zeigten sie ihre Demut und bekräftigten, dass sie würdig seien, zum König gewählt zu werden. Der Narratio zufolge nahm Friedrich an, er wäre nach dem Verzicht der beiden Konkurrenten als einziger Kandidat verblieben, weshalb er am Folgetag siegessicher in die Stadt einzog, um sich von den Fürsten wählen zu lassen. Adalbert wiederholte nach Friedrichs Ankunft die Fragen des Vortages, fügte aber, als er sich an den Staufer wandte, die Frage hinzu, ob dieser gewillt sei, auf die Designation eines Nachfolgers zu verzichten, um zukünftig freie Wahlen zu ermöglichen. Friedrich ließ diese Frage unbeantwortet und kehrte zur Beratung mit seinen Verbündeten in sein Lager zurück und schied somit als Kandidat aus. Als Lothar anschließend von seinen Anhängern in einem tumultartigen Akt zum König ausgerufen wurde, versuchten die draußen wartenden Bewohner der Stadt den neuen König zu feiern. Gleichzeitig protestierten viele bayerische Fürsten gegen die ohne einstimmige Wahl erfolgte Erhebung Lothars und drohten damit, die Versammlung zu verlassen. Adalbert ließ daraufhin die Tore versperren, um die Mainzer Stadtbevölkerung an einer rechtsgültigen Akklamation Lothars und gleichzeitig die bayerischen Fürsten am Verlassen der Wahlversammlung zu hindern. Nachdem durch einen der anwesenden päpstlichen Legaten für Ruhe gesorgt worden war, erklärten die bayerischen Bischöfe, ohne ihren Herzog Heinrich den Schwarzen, welcher der Versammlung seit dem Ausscheiden Friedrichs ferngeblieben war, keine Entscheidung treffen zu können. Vermutlich drei Tage später trat die Versammlung erneut zusammen und Lothar wurde von den Fürsten, unter denen diesmal Heinrich der Schwarze weilte, einstimmig zum König gewählt. Der Huldigung des neuen Königs durch die Fürsten schloss sich zwei Tage später auch Friedrich II. an, bevor jener durch den Kölner Erzbischof Friedrich I. von Schwarzenburg am 13. September in Aachen gekrönt wurde. Bereits zum Ende des Jahres zeichnete sich allerdings ein Bruch zwischen dem König und den staufischen Brüdern Friedrich und Konrad ab.